# Microstigma
Microstigma is een geslacht van libellen (Odonata) uit de familie van de reuzenjuffers (Pseudostigmatidae).

## Soorten
Microstigma omvat 3 soorten:
- Microstigma anomalum Rambur, 1842
- Microstigma maculatum Hagen in Selys, 1860
- Microstigma rotundatum Selys, 1860